# Ergodizität
Ergodizität (griechisch έργον: Werk und όδος: Weg) eines dynamischen Systems benennt die Eigenschaft, dass während der zeitlichen Entwicklung des Systems alle physikalisch möglichen Zustände auch wirklich erreicht werden. Der Begriff geht auf den Physiker Ludwig Boltzmann zurück, der diese Eigenschaft im Zusammenhang mit der statistischen Theorie der Wärme untersuchte. Ergodizität wird in der Mathematik in der Ergodentheorie untersucht.

## Allgemeines
Die Ergodizität bezieht sich auf das Verhalten von Durchschnittswerten eines dynamischen Systems. Ein solches System kann durch eine Schar (ein Ensemble) von Musterfunktionen beschrieben werden, die die zeitliche Entwicklung des Systemzustands abhängig von dem jeweiligen aktuellen Zustand darstellen. Man kann nun auf zweierlei Arten mitteln:
1. man kann die Entwicklung einer einzigen (beliebig ausgewählten) Musterfunktion über einen langen Zeitraum verfolgen und über diese Zeit mitteln, also einen Zeitmittelwert bilden, oder
2. man kann alle möglichen Zustände (zu einem beliebig gewählten Zeitpunkt) betrachten und über diese mitteln, also ein Scharmittel (Ensemble-Mittel) bilden.

Streng ergodisch wird ein System dann genannt, wenn die Zeitmittel und Scharmittel mit der Wahrscheinlichkeit eins zum gleichen Ergebnis führen. Anschaulich bedeutet das, dass während der Entwicklung des Systems alle möglichen Zustände erreicht werden, der Zustandsraum, soweit er unter Einhaltung von Erhaltungsgrößen erreichbar ist, also mit der Zeit vollständig ausgefüllt wird. Das bedeutet insbesondere, dass bei solchen Systemen der Erwartungswert nicht vom Anfangszustand abhängig ist.
Als schwach ergodisch wird ein System bezeichnet, wenn in beiden Fällen nur der Erwartungswert und die Varianz übereinstimmen und Momente höherer Ordnung vernachlässigt werden.
Der exakte mathematische Nachweis der Ergodizität, insbesondere der Nachweis der strengen Ergodizität, lässt sich nur in Sonderfällen erbringen. In der Praxis wird der Nachweis der schwachen Ergodizität an einer oder einigen wenigen Musterfunktionen vorgenommen.

## Beispiele
Ein einfaches physikalisches Beispiel für ein ergodisches System ist ein Teilchen, das sich regellos in einem abgeschlossenen Behälter bewegt (Brownsche Bewegung). Den Zustand dieses Teilchens kann man dann vereinfacht durch seine Position im dreidimensionalen Raum beschreiben, der durch den Behälter begrenzt wird. Dieser Raum ist dann auch der Zustandsraum, und die Bewegung in diesem Raum kann durch eine zufällige Funktion (genauer: einen Wiener-Prozess) beschrieben werden. Verfolgt man nun die Bahnkurve des Teilchens, wird dieses nach genügend langer Zeit jeden Punkt des Behälters passiert haben (genauer: jedem Punkt beliebig nahegekommen sein). Der über die Zeit gemittelte Ort des Teilchens wird daher in der Mitte des Behälters liegen. Andererseits könnte sich auch eine große Zahl an Teilchen in diesem Behälter befinden, die sich individuell wie ein einzelnes Teilchen bewegen. Wenn man zu einem bestimmten Zeitpunkt einen Schnappschuss der Teilchen in diesem Behälter anfertigt, wird man feststellen, dass die Teilchen annähernd gleichmäßig über den Raum des Behälters verteilt sind und ihr gemittelter Ort ebenfalls im Zentrum des Behälters liegt. Daher ist es egal, ob man ein einzelnes Teilchen über die Zeit oder viele Teilchen über den Raum mittelt – das System ist ergodisch.
In der statistischen Mechanik ist die Annahme, dass sich reale Teilchen tatsächlich ergodisch verhalten, von zentraler Bedeutung für die Ableitungen makroskopischer thermodynamischer Größen, siehe Ergodenhypothese.

## Ergodizität in der Zeitreihenanalyse
Für die statistische Inferenz mit Zeitreihen müssen Annahmen getroffen werden, da in der Praxis meist nur eine Realisierung des die Zeitreihe generierenden Prozesses vorliegt.
Die Annahme der Ergodizität bedeutet, dass Stichprobenmomente, die aus einer endlichen Zeitreihe gewonnen werden, für {\displaystyle T\rightarrow \infty } quasi gegen die Momente der Grundgesamtheit konvergieren. Für {\displaystyle \operatorname {E} [x_{t}]=\mu } und {\displaystyle \operatorname {Var} [x_{t}]=\sigma ^{2}} konstant:

mittelwertergodisch: {\displaystyle \lim _{T\rightarrow \infty }\operatorname {E} \left[\left({\frac {1}{T}}\sum _{t=1}^{T}x_{t}-\mu \right)^{2}\right]=0}
varianzergodisch:{\displaystyle \lim _{T\rightarrow \infty }\operatorname {E} \left[\left({\frac {1}{T}}\sum _{t=1}^{T}(x_{t}-\mu )^{2}-\sigma ^{2}\right)^{2}\right]=0}

Diese Eigenschaften bei abhängigen Zufallsvariablen lassen sich nicht empirisch nachweisen und müssen daher unterstellt werden. Damit ein stochastischer Prozess ergodisch sein kann, muss er sich in einem statistischen Gleichgewicht befinden, d. h., er muss stationär sein.

## Besondere Anwendungsfälle
Die Ergodizitätsökonomie untersucht, unter welchen Bedingungen Agenten mit ähnlicher Qualifikation – entgegen klassischer Wettbewerbssituationen – kooperieren und langfristig individuelles Risiko minimieren. Es wird damit als Ansatz gegen die Spaltung westlicher Gesellschaften interpretiert.

## Verwandte Begriffe
Eng verwandt ist der Begriff der Mischung, er stellt eine Verschärfung der Ergodizität dar. Zur feineren Klassifikation teilt man die Mischungen dann noch ein in „stark mischend“ und „schwach mischend“.